# Colcord (Oklahoma)
Colcord es un pueblo situado en el condado de Delaware, Oklahoma, Estados Unidos. Tiene una población estimada, a mediados de 2023, de 753 habitantes.
En el poblado hay una comunidad de nativos cherokee, que representan el 28.9% de la población. 

## Geografía
La localidad está ubicada en las coordenadas 36°15′53″N 94°41′32″O / 36.26472, -94.69222 (36.264707, -94.692344).

## Demografía

### Censo de 2020
Según el censo de 2020, en ese momento el 57.8% de la población eran blancos, el 28.9% eran amerindios, el 0.1% era afroamericano, el 1.1% eran asiáticos, el 0.4% eran de otras razas y el 11.7% eran de una mezcla de razas. Del total de la población, el 2.2% eran hispanos o latinos de cualquier raza.

### Estimación 2018-2022
De acuerdo con la estimación 2018-2022 de la Oficina del Censo, los ingresos medios de los hogares de la localidad son de $29,792 y los ingresos medios de las familias son de $30,917. Alrededor del 31.1% de la población está por debajo de la línea de pobreza.